# Westhampton (Massachusetts)
Westhampton è un comune degli Stati Uniti d'America facente parte della contea di Hampshire nello stato del Massachusetts.